# スウェーデン・ラジオ

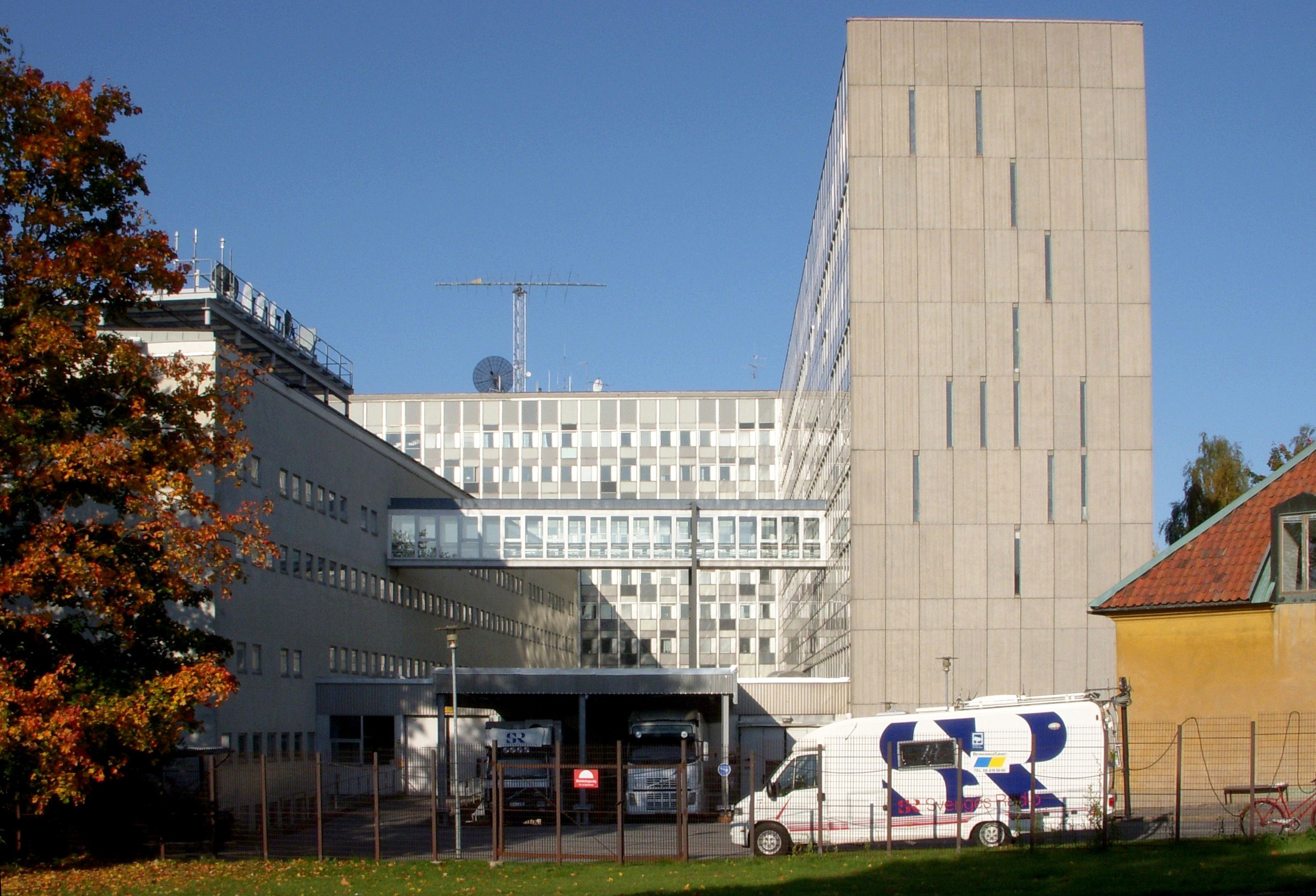
SR本社

スウェーデン・ラジオ AB（スウェーデン語: Sveriges Radio, 略称SR）はスウェーデンの公共ラジオ局。イギリスのBBC、日本のNHK同様、受信料で賄えている。「スウェーデン公共ラジオ」「スウェーデン放送」ともいう。

## 歴史
- 1924年3月21日　ラジオ・サービス社(AB Radiotjänst)設立。
- 1925年1月1日　公共放送を開始。
- 1956年9月4日　テレビ放送開始。
- 1957年　スウェーデン・ラジオ&テレビ(Sveriges Radio TV AB, 略称SR)と改称
- 1979年　⁮以下4社の親会社となる。　
  - 　スウェーデン全国放送ラジオ(Sveriges Riksradio, 略称RR)
  - 　スウェーデン地域放送ラジオ(Sveriges Lokalradio, 略称LRAB)
  - 　スウェーデン教育放送ラジオ(Sveriges Utbildningsradio, 略称UR)
  - 　スウェーデン・テレビジョン(Sveriges Television, 略称SVT)
- 1993年　会社分割により、スウェーデン・テレビ(SVT)が分離独立。
RRとLRABが合併して新会社「スウェーデン・ラジオ」(略称SR)となる。

## 各チャンネルの種類

### 国内向け
- P1
- P2
- P3
- P4

### その他
- SRインターナショナル
  - ラジオ・スウェーデン